# Surrender to the Peepshows
Surrender to the Peepshows är ett samlingsalbum av det svenska garagerockbandet The Peepshows, utgivet 2001 på brittiska skivbolaget Twenty Stone Blatt.

## Låtlista
1. "Sometime-O-Time"
2. "I Don't Like You"
3. "Cheap Thrills"
4. "City of the Damaged"
5. "I Put a Spell on You"
6. "Right Now"
7. "On My Own"
8. "Genius"
9. "Forgotten Boy"
10. "Upon a Liar"
11. "Go to Hell"
12. "Thy Will"
13. "I'll Be Damned"
14. "Hey Man"
15. "1-2-3-4-Go!!!"
16. "Mustang 68"
17. "Back to Devilville"
18. "Goodnight"

### Fotnoter
1. ↑  ”Surrender to the Peepshows”. Discogs.com. http://www.discogs.com/Peepshows-Surrender-To-The-Peepshows/release/3285514. Läst 14 april 2012.